# Detlev von Liliencron

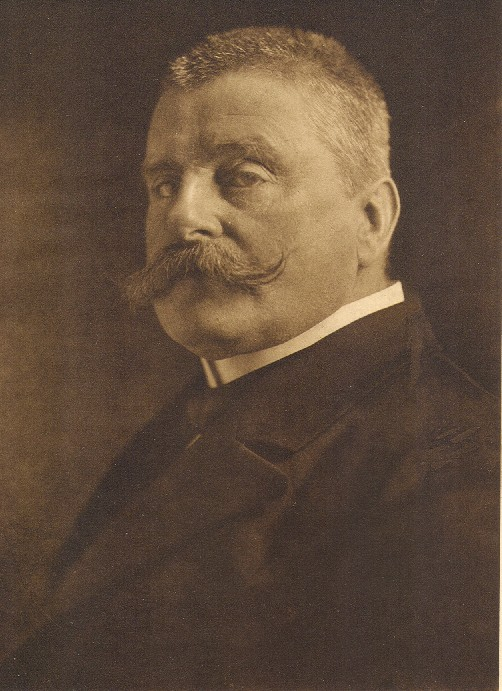
Detlev von Liliencron

Baronul Detlev von Liliencron născut Friedrich Adolf Axel Detlev Liliencron (n. 3 iunie 1844 - d. 22 iulie 1909) a fost un poet și romancier german.
A scris versuri impresioniste, închinate naturii și bucuriilor vieții sau epocilor legendare, notabile prin bogăția imaginilor și varietatea ritmurilor.
Poezia sa l-a inspirat pe Rainer Maria Rilke.
A mai scris proză scurtă, drame și pagini autobiografice.

## Scrieri
- 1883: Adjutantenritten und andere Gedichte ("Cavalcadele aghiotantului și alte poezii")
- 1885: Knut, der Herr ("Knut, stăpânul")
- 1885: Kriegsnovellen ("Nuvele de război")
- 1896/1908: Poggfred
- 1906: Balladenchronik ("Cronică în balade")
- 1908: Leben und Lüge ("Viață și minciună").